# Fernando Martínez Morás
Fernando Martínez Morás (La Coruña, 31 de mayo de 1885 - León, 11 de septiembre de 1937) fue un geógrafo y escritor español.

## Trayectoria

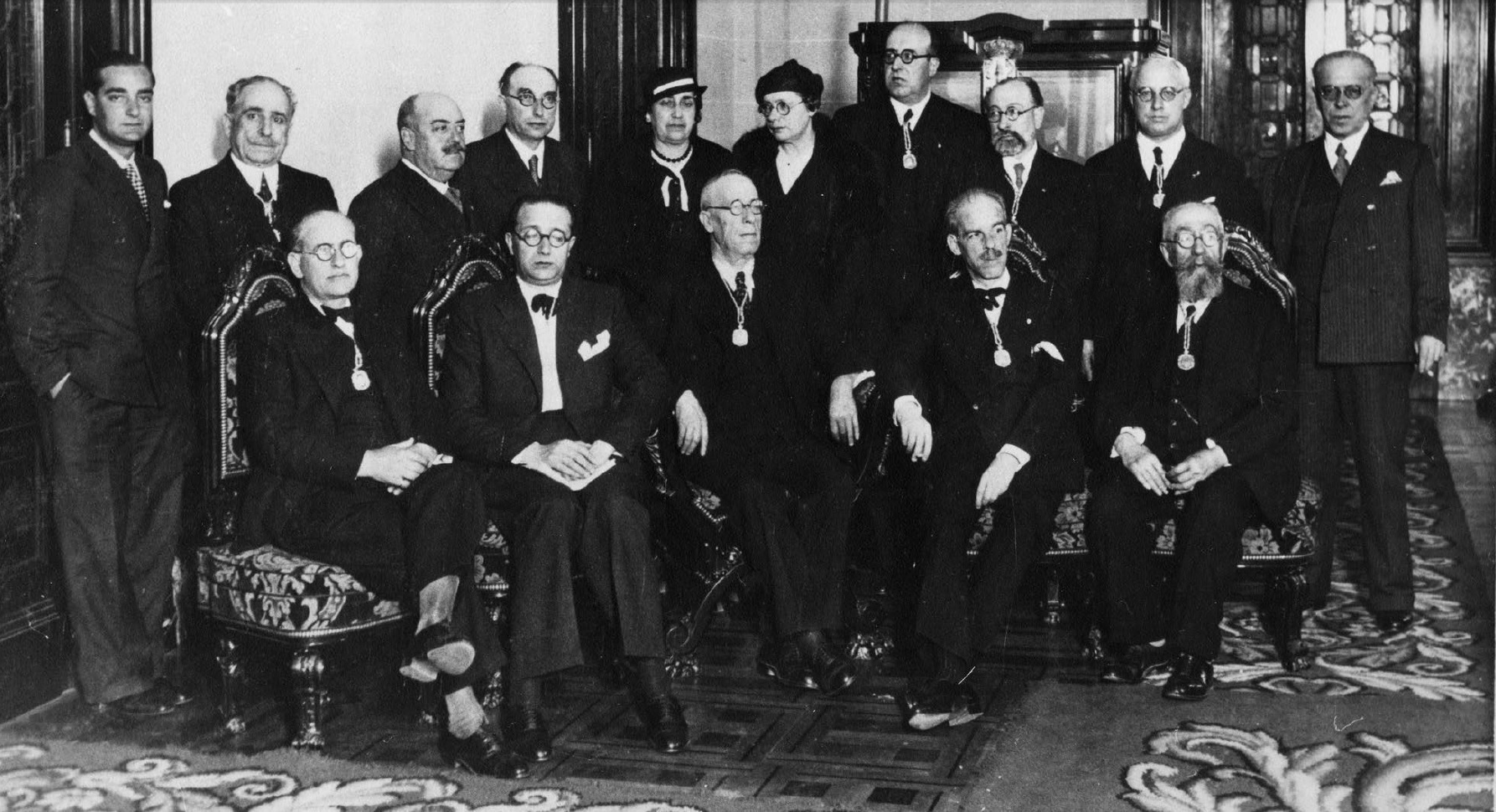
De pie, de izquierda a derecha: Sebastián González, Eladio Rodríguez González, Enrique Peinador, Gonzalo López Abente, Pura González Varela (esposa de Lugrís), Celia Brañas, Otero Pedrayo, David Fernández Diéguez, Ángel del Castillo y Fernando Cortés Bugía. Sentados: Fernando Martínez Morás, Castelao, Manuel Lugrís, Antonio Villar Ponte y Félix Estrada Catoyra.

Hijo de Andrés Martínez Salazar, fue comisario de La Coruña en la Exposición Regional de 1909 y concejal de La Coruña. Ingresó en la Real Academia Gallega el 20 de noviembre de 1926 con un discurso sobre La toponimia de Galicia, respondido por Eladio Rodríguez González. Fue secretario de la Real Academia Gallega desde 1927. Redactor de La Voz de Galicia, publicó artículos en el Boletín de la Real Academia Gallega y otras revistas de historia y literatura.
Además de la RAG, perteneció a otras instituciones, como la Comisión Provincial de Monumentos, la Real Academia Provincial de Bellas Artes y fue secretario del Instituto de Estudios Gallegos.
Murió a causa de un accidente de tráfico, mientras cubría como periodista la Guerra civil española.

## Obras
- Las alarmas de Galicia, 1908.

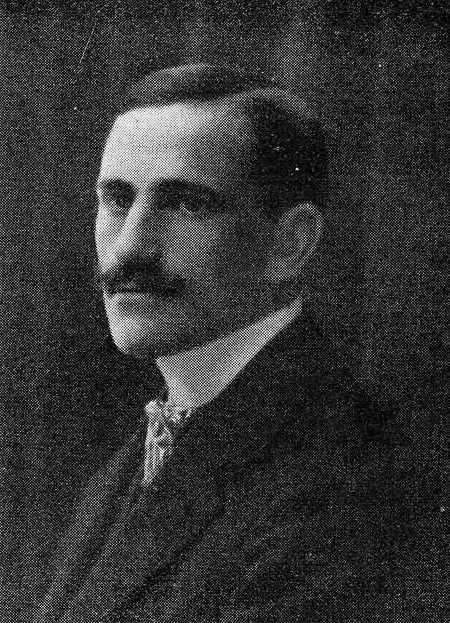
Fernando Martínez Morás en 1910.

- La Junta Superior de Subsidios, Armamento y Defensa del Reino de Galicia, 1908.
- Medios prácticos de fomentar entre la juventud el amor al estudio y el alejamiento de aquellos lugares en que puedan peligrar su honradez y buenas costumbres, 1916.
- Guía del turista, 1926.
- La región gallega. Notas geográfico-económicas, 1926, en colaboración con María de los Ángeles Lens de Patiño.